# Абдукадыров, Калмакан Абдукадырович
Калмака́н Абдукады́рович Абдукады́ров (каз. Қалмақан Әбдіқадыров; 2 апреля [15 апреля] 1903, ныне посёлок Шиели, Шиелийский район, Кызылординская область, Казахстан — 30 апреля 1964, там же) — казахский поэт, прозаик, переводчик.

## Биография
Родился в 1903 году в Перовском уезде Сырдарьинской области Российской империи (на территории нынешнего Шиелийского района Кызылординской области Казахстана). Происходит из подрода алтыбас рода узын племени кыпшак. Сын бедняка-казаха. С 12 лет работал батраком, батрача у баев до 1924 года. Самоучка по образованию. В 1925 году переехал из аула в город, где поступил на работу кучером в редакцию газеты «Еңбекші қазақ». В этом же году стал печататься, опубликовав в 1925 году стихотворение «Сырдария». Первый сборник стихов («Батрак») был выпущен в 1927 году.
В 1928 году вступил в ВКП(б). В период с 1932 по 1936 год работал заведующим отделом и литработником газеты «Социалста Қазақстан», заместителем директора журнала «Әдебиет майданы» (рус. Литературное поле битвы). В 1936—1938 годах — директор литфонда при Союзе советских писателей Казахстана, в 1938—1939 годах — литсекретарь Джамбула Жабаева.

## Творчество
Литературную деятельность начал в 20-е годы, опубликовав в 1925 году стихотворение «Сырдария» в газете «Ецбекші қазақ». Автор ряда поэтических сборников: «Батрак» (каз. Жалшы, 1927), «Темпы» (1932), «Шахтёр» (1934), «Өлендер» (1935), «Сборник стихов» (1948) и др. Основной мотив произведений — жизнь казахского народа при социализме, его участие в социалистических преобразованиях. Сборник «Клятва» (каз. Серт, 1945), в котором собраны стихи, написанные на фронте, посвящён Великой Отечественной войне.
Писал также прозу, среди которой выделяются книги для детей «Амантай», «Сладкие дыни» (1936), а также повести «Комсомольское звено» (1948), «Рассказы» (1952) и др. Повесть «Хаджимукан» (каз. «Қажымұқан») переиздавалась в 1954, 1956, 1959 годах, а в 1970 году была издана на русском языке. Абдикадыров перевёл на казахский язык стихи классиков восточной литературы — Фирдоуси, Навои (1948), произведения киргизского писателя А. Токомбаева, русского писателя В. М. Кожевникова. Абдикадыров является переводчиком арабских сказок «Тысяча и одна ночь» (издавались в 1949, 1955, 1962 годах).

## Награды
Награждён орденом Красной Звезды.